# 语境主义
语境主义（英語：Contextualism），也被称为认知语境主义，指哲学中强调行为、话语或表达所发生的语境的观点。语境主义者认为，行为、话语或表达的某些重要方面只能相对于其语境来理解。一些哲学上有争议的概念，例如“意味着P ”、“知道P ”、“有理由A”，甚至“是真的”或“是对的”，只有相对于特定语境的意义。另一些哲学家则担忧语境依赖会导致完全的相对主义。
在伦理学中，“语境主义”观点往往与情境伦理学或道德相对主义密切相关。
在认识论中，语境主义认为“知道”一词是语境敏感的。语境敏感的表达指的是那些“相对于不同的使用语境表达不同命题”的表达。一些词语通常被认为是语境敏感的，例如索引词，比如“我”、“这里”和“现在”；虽然“我”在所有使用语境中都具有固定的语义，但它所指代的对象随语境变化而变化。同样，认知语境主义者认为“知道”这个词也是语境敏感的，它在不同的语境中表达不同的关系。

## 概述
引入语境主义的部分原因是为了反对具有以下基础结构的怀疑论：
1. 我不知道我是否处于怀疑的情况H（例：我不是缸中之脑）
2. 如果我不知道 H 不是这种情况，那么我就不知道一个普通的命题 O（例：我有手）
3. 结论：因此，我不知道O

语境主义的解决方案既不否认任何前提，也不断言论证无效。相反，它将命题（3）的真值与语境联系起来，并提出我们可以在特定语境中否定（3）——就像在日常会话语境中一样——因为我们对于声称自己知道某事的要求在不同语境中是不同的。
语境主义认识论的主要宗旨在于指出知识归赋是语境敏感的，即“知道”的真值取决于它被使用时所处的语境。例如，“我知道我有手”这样的陈述在某些语境下是错误的。然而，在日常环境中，比如与朋友在咖啡馆聊天时，同样的命题可能是真命题。当我们参与怀疑主义的哲学论述时，我们似乎失去了对知识的主张；但一旦我们离开怀疑的语境，我们又可以诚实地声称我们拥有知识。
也就是说，当我们将知识归赋于某人时，我们所使用“知识”一词所处的语境决定了知识归赋的相关标准。语境主义者认为，当在日常对话中使用“知道”时，我们大多数的说法都是正确的——尽管怀疑主义者试图指出我们知之甚少或一无所知。然而，当我们在讨论怀疑性假设时使用“知识”一词时，我们可能会认为我们的知识非常有限（如果有的话）。语境主义者运用这一观点来解释为什么怀疑论的论证可能是有说服力的，同时保护我们通常声称“知道”的事物的正确性。这种怀疑论并不允许某人在某一时刻拥有知识，而在另一时刻却没有。这并非一个令人满意的认识论答案。语境主义意味着，在某种语境下，对知识归赋的表述可能是正确的，而在知识标准更高的语境下，同样的表述可能是错误的。这种情况类似于“我”这个词可以正确地（被不同的人）同时指代不同的人。
因语境而异的是，一个主体必须处于怎样的位置才能被认为“知道”一个命题。因此，认识论中的语境主义关注的是“知道”这一概念在语言中的运作方式，而不是关于知识、论证或认知立场的强度包含什么的理论。然而，认识论将语境主义与对“知识是什么”这一问题的探讨相结合，以解决认识论所面临的难题和问题，例如怀疑论、葛梯尔问题和彩票悖论。
到 20 世纪末，语境主义对知识的解释变得越来越流行，特别是作为对怀疑主义问题的回应。当代语境主义者包括迈克尔·布洛姆-蒂尔曼、迈克尔·威廉姆斯、斯图尔特·科恩、基思·德罗斯、大卫·刘易斯、盖尔·斯坦和乔治·马蒂。
语境主义者声称，将知识归赋于某人的标准因使用者所处的情境而异。因此，如果我说“约翰知道他的车在他前面”，那么当且仅当这句话在以下条件下才是正确的：
（1）约翰相信他的车在他前面
（2）汽车实际上在他前面，并且
（3）约翰符合我（说话者）的背景所选择的认知标准
这是一种粗略的的语境主义知识解释，有许多明显不同的知识理论符合这种语境主义模板，并以语境主义形式出现。

例如，认为论证的强度根据语境而变化的一种证据主义是语境主义。接受相关选择理论对知识的描述的人可以说是语境主义者，因为他认为相关选择方案的范围对于对话语境敏感。德罗斯采用了一种模态解释，后来被称为“安全（safety）”解释，其中知识被理解为一个人对“p是否与事实相匹配”的信念——不仅是在现实世界，而且在足够接近的可能世界中匹配：知识意味着不存在人们在 p 方面会出错的“附近”的世界。但是，多接近才算足够接近呢？正是在此处，德罗斯采用语境主义的思路对知识进行了模态解释，因为“认识上相关的世界”的范围随语境的变化而变化：在更高标准的语境中，一个人的信念必须通过更广泛的可能世界来与事实相匹配。

## 批评
语境主义认识论受到了一些哲学家的批评。语境主义反对任何形式的，声称知识并非语境敏感的「不变论」（invariantism）。最近的批评以竞争理论的形式出现，包括源于约翰·霍桑的「主体敏感不变论」（SSI），以及源于杰森·斯坦利的「兴趣相关不变论」（IRI）。 SSI认为知识归赋主体的语境决定了认知标准，而语境主义则认为是归赋者。 IRI则认为，知识归属的主体的实际兴趣决定了认知标准。斯坦利写道，最基本的 IRI“只是声称某人是否知道 p 可能部分取决于主体的环境的有关实际事实” 。
乔纳森·谢弗提出了一种被称为对比主义的用于替代语境主义的方法。对比主义与语境主义一样，使用语义学的方法来解决怀疑主义问题。
 

## 脚注
1. ↑  Price (2008).
2. ↑  Mackie (1977)
3. ↑  Timmons (1998).
4. ↑  Stanley (2005), p. 16.
5. ↑  Stanley (2005), p. 17.
6. ↑  Stanley (2005), p. 85.
7. ↑  Schaffer (2004).